# The Urge (album)
The Urge è il terzo album solo di Stuart "Stu" Hamm, pubblicato nel 1991.

## Tracce
1. Welcome To My World
2. The Hammer
3. Who Do You Want Me To Be Today?
4. If You're Scared, Stay Home!
5. Our Dreams
6. Lone Star
7. Quahogs Anyone? (119, 120 Whatever It Takes)
8. The Urge
9. As Chidren

## Formazione
- Stuart Hamm - basso, tastiere, voce
- Jonathan Mover - batteria
- Harry Cody - chitarra
- Dawayne Bailey - chitarra ritmica
- Buzzy Feiten - chitarra
- Steve Smith - batteria
- Tommy Lee - batteria, cori
- Eric Johnson - chitarra
- Micajah Ryan - chitarra acustica
- Steve Recker - chitarra ritmica
- Bruce Hamm - tamboura, sarod Solo
- Chris Hamm - voce
- Jorge Bermudez - percussioni